# Joziratia desruisseauxi
Joziratia desruisseauxi är en skalbaggsart som beskrevs av Marc Lacroix 1993. Joziratia desruisseauxi ingår i släktet Joziratia och familjen Melolonthidae. Inga underarter finns listade i Catalogue of Life.